# Silvia Bertagna
Pour les articles homonymes, voir Bertagna.
Silvia Bertagna (née le 30 novembre 1986) est une skieuse acrobatique italienne.

## Biographie
En janvier 2014, elle obtient son premier podium en Coupe du monde en prenant la troisième place du concours de slopestyle de Gstaad. Un mois plus tard, elle participe aux Jeux olympiques de Sotchi et atteint la finale du slopestyle dont elle finit huitième.

## Palmarès

### Jeux olympiques d'hiver
- Jeux olympiques de 2014 à Sotchi ( Russie) :
  - 8e de l'épreuve de slopestyle

### Coupe du monde
- Meilleur classement général : e en 2017.
- 1 petit globe de cristal :
  - Vainqueur du classement big air en 2018.
- 8 podiums dont 1 victoire en carrière.